# Selsawet Klejniki
Der Selsawet Klejniki, Klejnikauski Selsawet (belarussisch Клейнікаўскі сельсавет; russisch Клейниковский сельсовет) ist eine Verwaltungseinheit im Rajon Brest in der Breszkaja Woblasz in Belarus. Das Zentrum des Selsawets ist das Dorf Klejniki. Klejnikauski Selsawet liegt im Westen des Rajons an der polnischen Grenze und umfasst 8 Dörfer.

## Dörfer
- Kaslowitschy
- Kazelnja-Bajarskaja
- Klejniki
- Kostytschy
- Nepli
- Peski
- Schumaki
- Zerabun